# OTR-21 Totjka

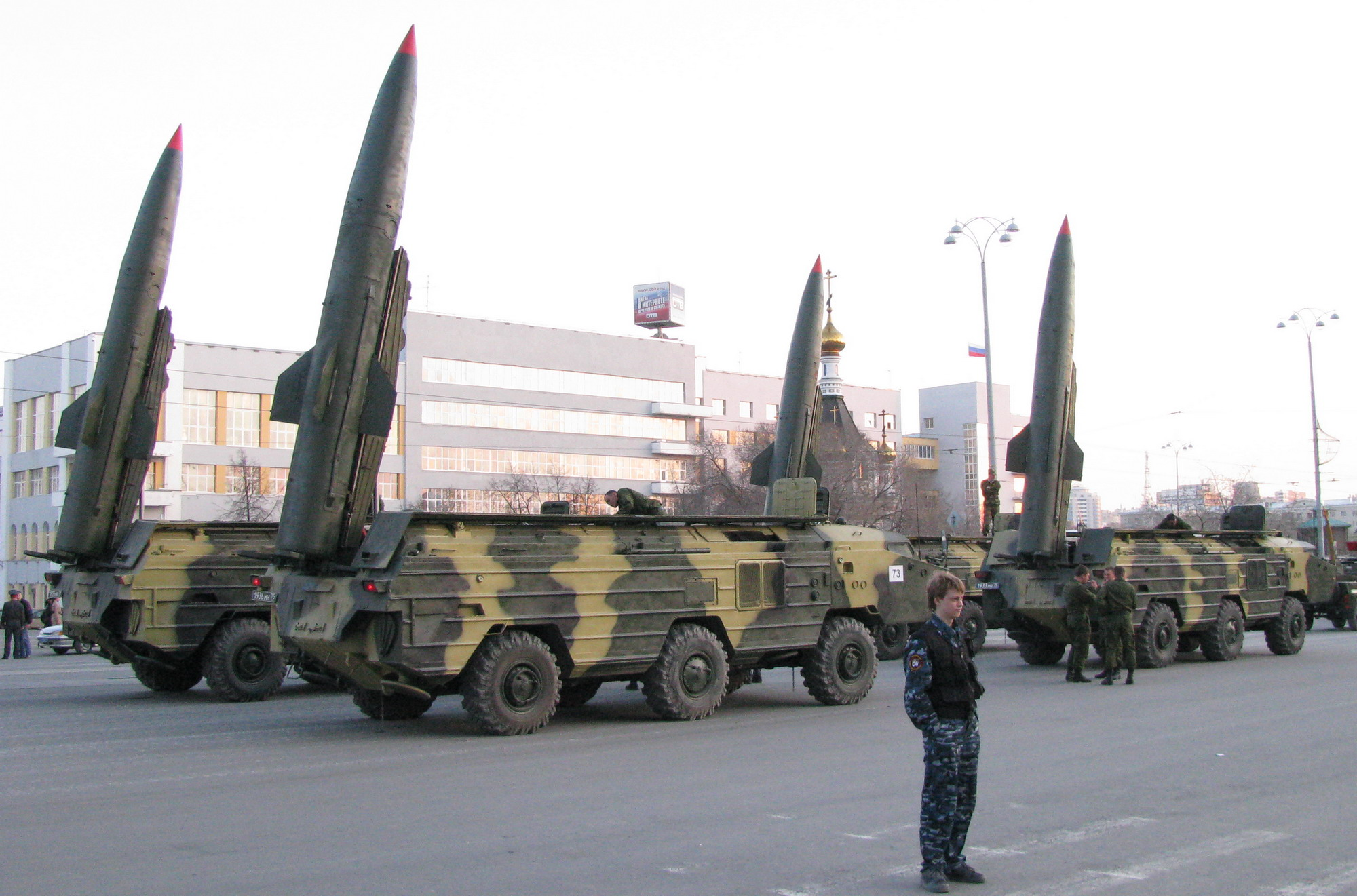
Tochka-U vid en repetition inför en parad i Jekaterinburg.

OTR-21 Totjka (ryska: оперативно-тактический ракетный комплекс (ОТР) «Точка» ("punkt"); engelska: Tactical Operational Missile Complex "Tochka") är en sovjetisk TBM (engelska: Tactical Ballistic Missile). Den betecknas av Ryssland (GRAU) 9K79, och har Nato-rapporteringsnamn SS-21 Scarab. Den transporteras av ett 9P129-fordon och behöver resas innan den avfyras. Den använder sig av tröghetsnavigering. Missilen finns i flera varianter, Scarab A (1975), Scarab B (1989) och Scarab C (1990-talet). Samtliga varianter är fortfarande i bruk, och har uppskattade precisionsvärden på cirka 150, 95 respektive 70 meter.